# Thallarcha leptographa
Thallarcha leptographa là một loài bướm đêm thuộc phân họ Arctiinae, họ Erebidae.